# 前林 (静岡市)
前林（まえばやし）は静岡県静岡市葵区にある町名。丁目を持たない単独町名である。住居表示未実施。

## 地理
葵区の東側の一部に位置し、東に漆山、南に平柳、西に南、北に赤松と隣接している。

## 歴史
- 1974年（昭和49年）2月9日 - 北、東、有永、浅畑新田、浅畑沼新田の各一部を分離し新設。町名は、各地にあった小字名から採った。
- 2005年（平成17年）4月1日 - 政令指定都市化により、行政区が葵区となる。

## 世帯数と人口
現在住宅はない。麻機遊水地第1工区として、総合治水対策区域となっている。
| 町丁 | 世帯数 | 人口 |
| ---- | ------ | ---- |
| 前林 | 0世帯  | 0人  |

## その他

### 日本郵便
- 郵便番号 : 420-0957[2]（集配局：静岡中央郵便局[4]）。